# Andesita de Vilancós
La andesita de Vilancós son los restos de un cono volcánico situado en el municipio de Sarroca de Bellera, en la provincia de Lérida, Cataluña. Por encima del pueblo de Vilancós. Está integrado en la región de Vilancós.